# James Wilkinson (seglare)
James Wilkinson, född den 28 februari 1951 i Howth, är en irländsk seglare.
Han tog OS-silver i Flying Dutchman i samband med de olympiska seglingstävlingarna 1980 i Moskva.